# Хлорид циркония(II)
Хлори́д цирко́ния(II) (дихлори́д цирко́ния) — бинарное неорганическое соединение, соль металла циркония и соляной кислоты с химической формулой ZrCl2. Вещество чёрного цвета.

## Получение
- Образуется при восстановлении тетрахлорида циркония до трихлорида (при нагревании до 350 °C в запаянной трубке с порошком алюминия в присутствии хлорида алюминия) и диспропорционировании трихлорида циркония при его дальнейшем нагревании без доступа воздуха[1]:

{\displaystyle {\mathsf {3ZrCl_{4}+Al\ {\xrightarrow[{AlCl_{3}}]{350^{o}C}}\ 3ZrCl_{3}+AlCl_{3}}}}
{\displaystyle {\mathsf {2ZrCl_{3}{\xrightarrow {T^{o}C}}\ ZrCl_{4}+ZrCl_{2}}}}
- Образуется при нагревании циркония в парах тетрахлорида циркония[1]:

{\displaystyle {\mathsf {Zr+ZrCl_{4}{\xrightarrow {T^{o}C}}\ 2ZrCl_{2}}}}

## Физические свойства
Образует чёрные кристаллы с плотностью 3,6 г/см3. Малорастворим в спирте и бензоле. При нагревании растворяется в концентрированных кислотах. Температура плавления 722 °C, разлагается ниже температуры кипения. Теплоёмкость C0
p = 74 Дж/(моль·К), энтальпия образования ΔH0
обр = −404,6 кДж/моль, энтропия S0
298 = 110 Дж/(моль·К).

## Использование
Существует метод разделения циркония и гафния, основанный на различной устойчивости их низших хлоридов (в частности, дихлоридов). Отделение циркония от гафния, близкого по химическим свойствам, но обладающего высоким сечением захвата тепловых нейтронов, важно для производства ядерных реакторов.